# Casa di George D. Oakley
La casa di George D. Oakley è una storica residenza situata al 2110 di Kakela Place a Honolulu nelle Hawaii. Completata nel 1929, la villa presenta uno stile tipico dei cottage inglesi, particolarmente in voga tra gli anni 20 e 30 nell'arcipelago. Nel 1984 è stata inserita nel registro nazionale dei luoghi storici statunitense.

## Descrizione
La villa è uno dei migliori esempi del suo stile tra circa le sole due dozzine di abitazioni dello stesso tipo situate alle Hawaii. Elementi distintivi sono il tetto, realizzato in maniera tale da sembrare di paglia, facciate a graticcio ed un camino in pietra. L'architetto incaricato della sua costruzione fu Miles H. Gray, che progettò la casa secondo il desiderio degli Oakley di una residenza che rappresentasse anche la loro origine scozzese.
Elemento di rilievo sono anche i pavimenti del piano terra in cemento acidificato, tecnica innovativa per questi anni.

## Galleria d'immagini

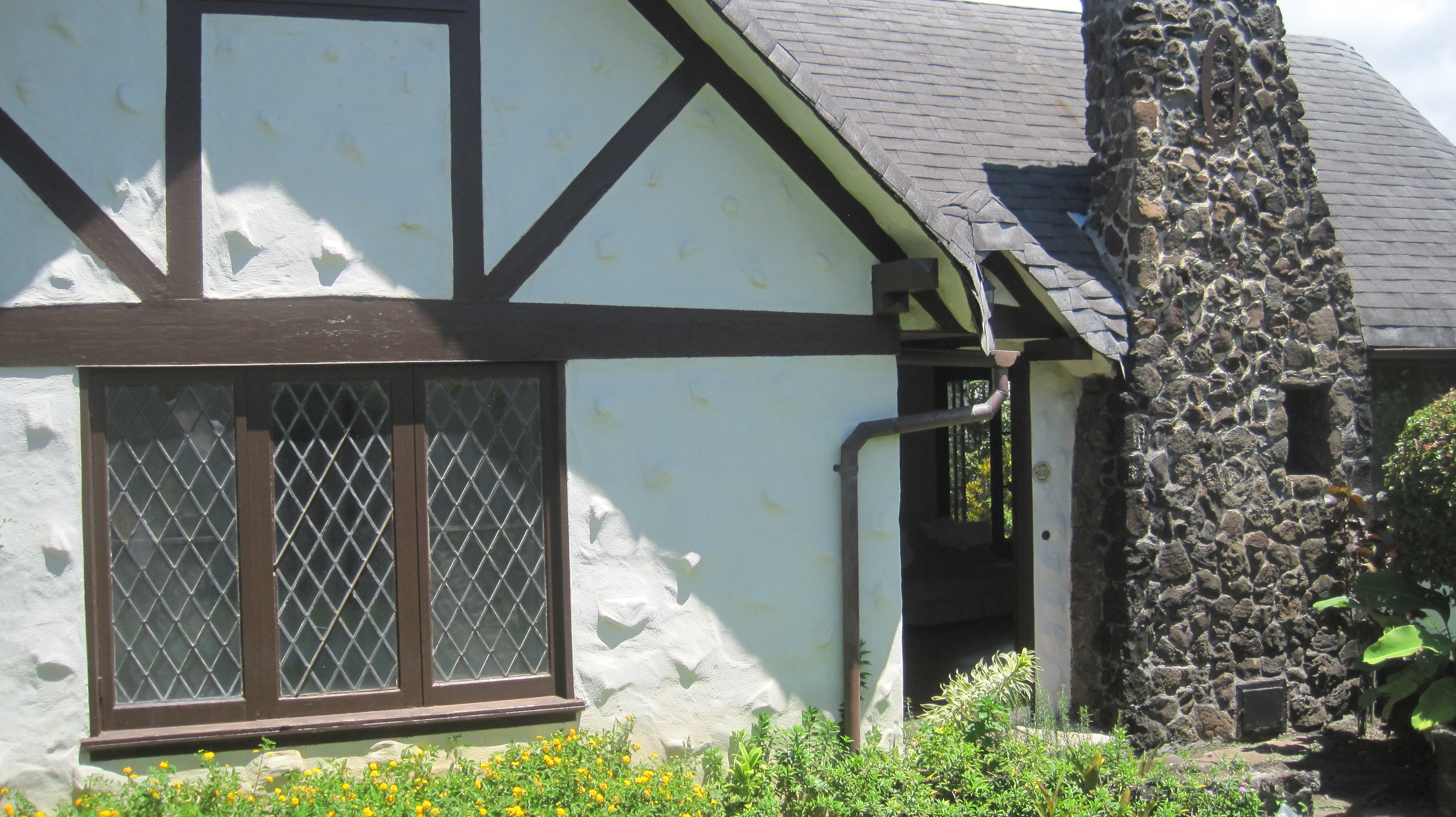
Veduta frontale della villa
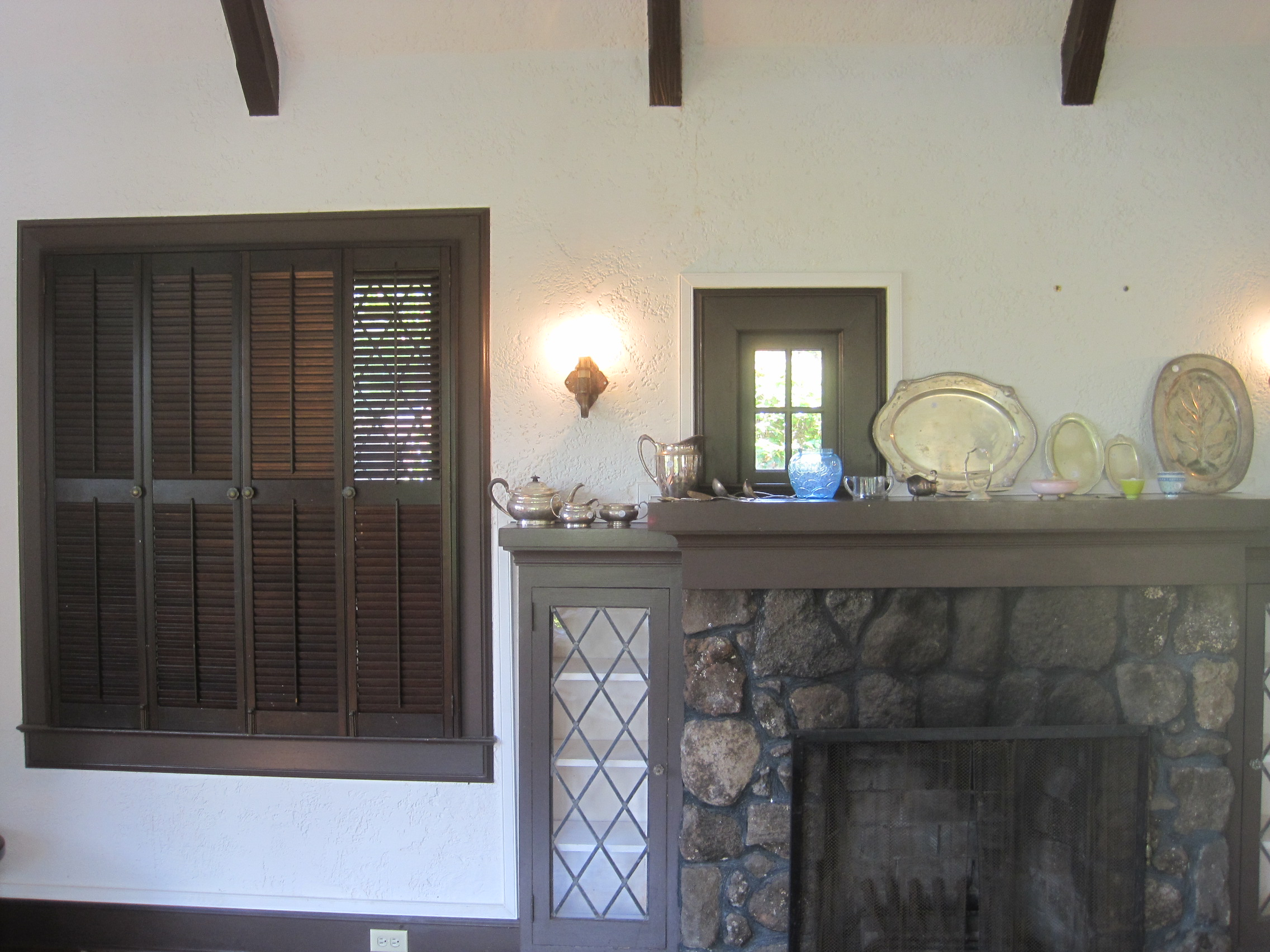
Interni: il caminetto
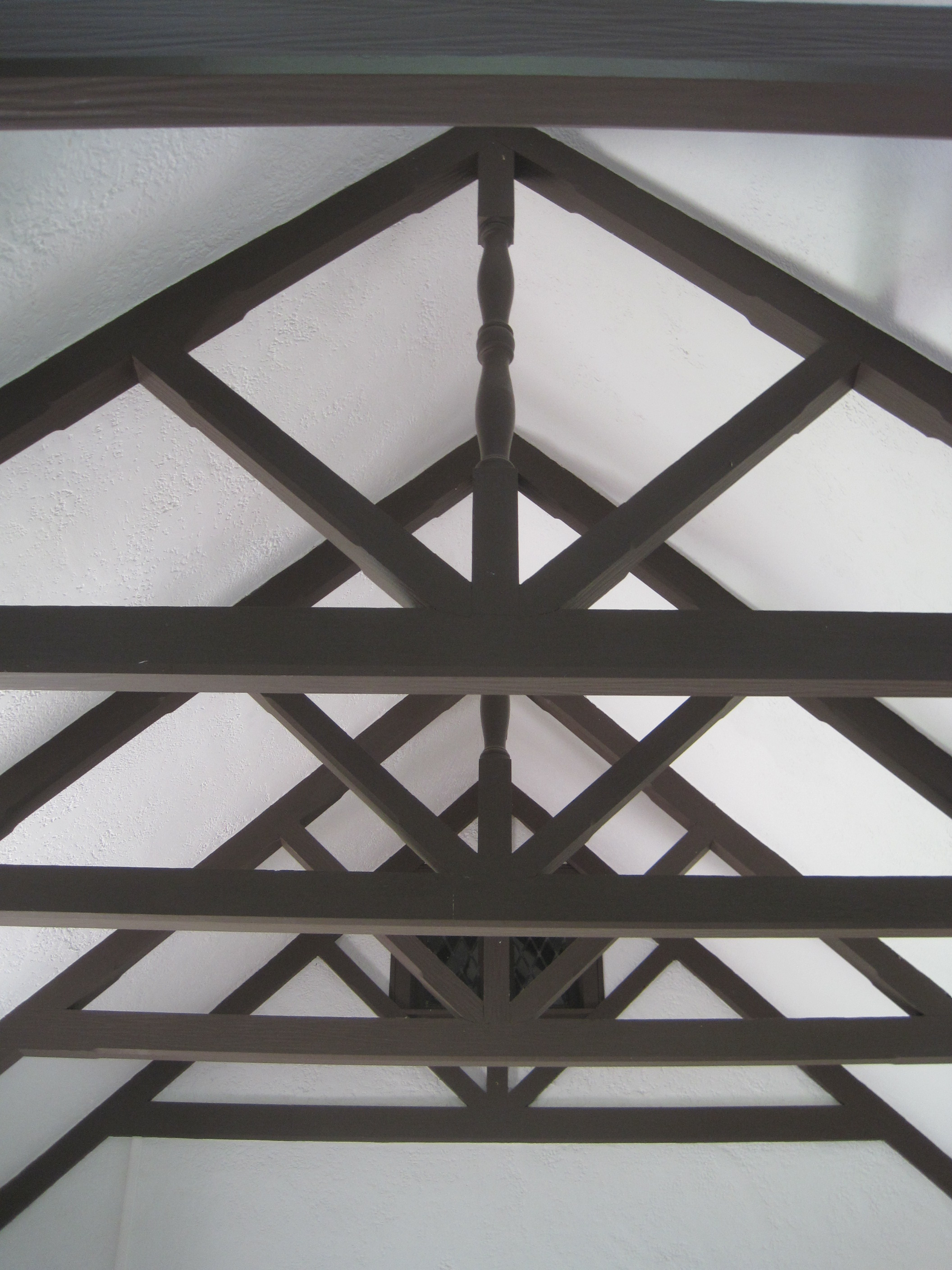
Soffitti a capriate
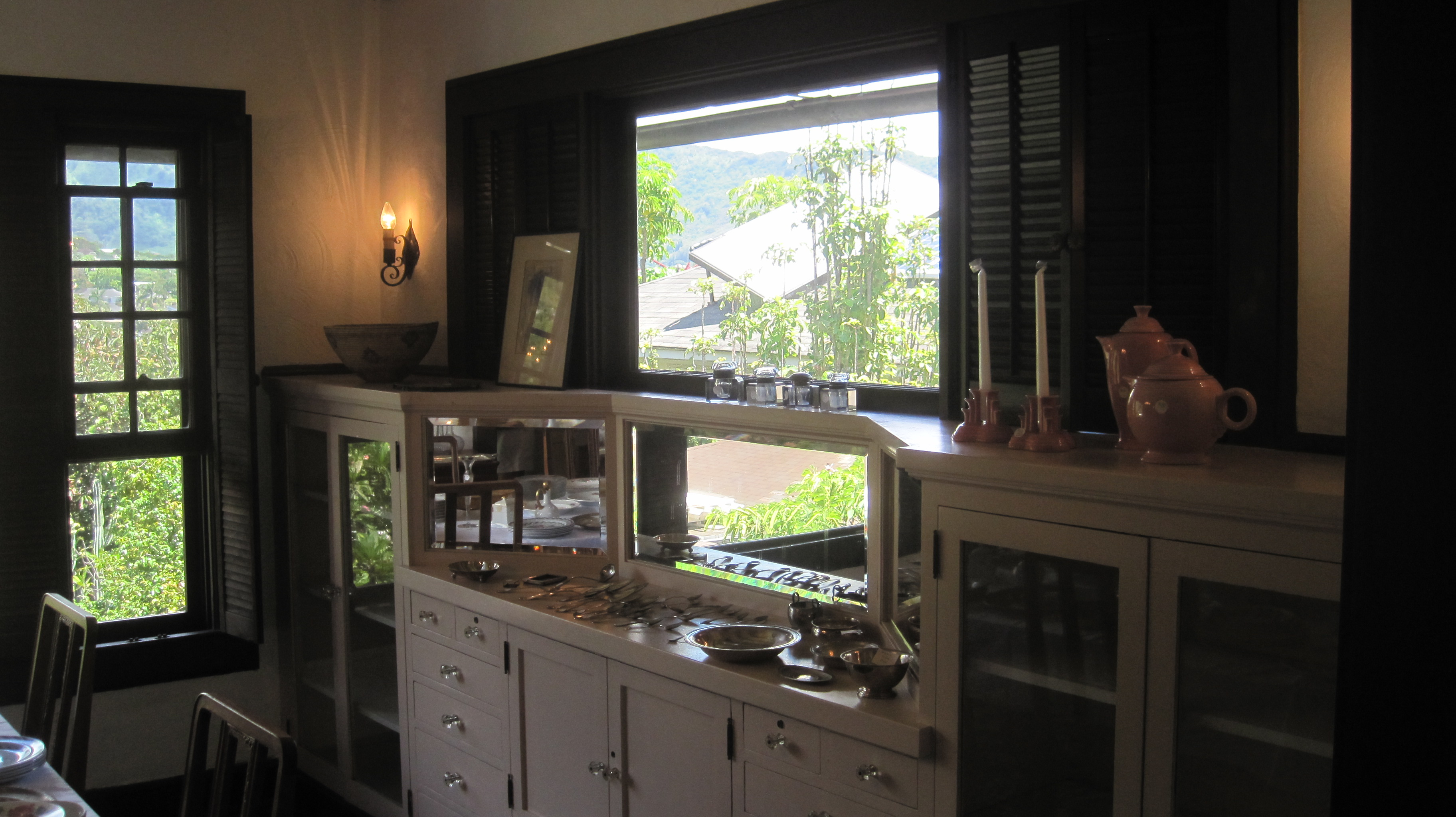
La sala da pranzo della casa
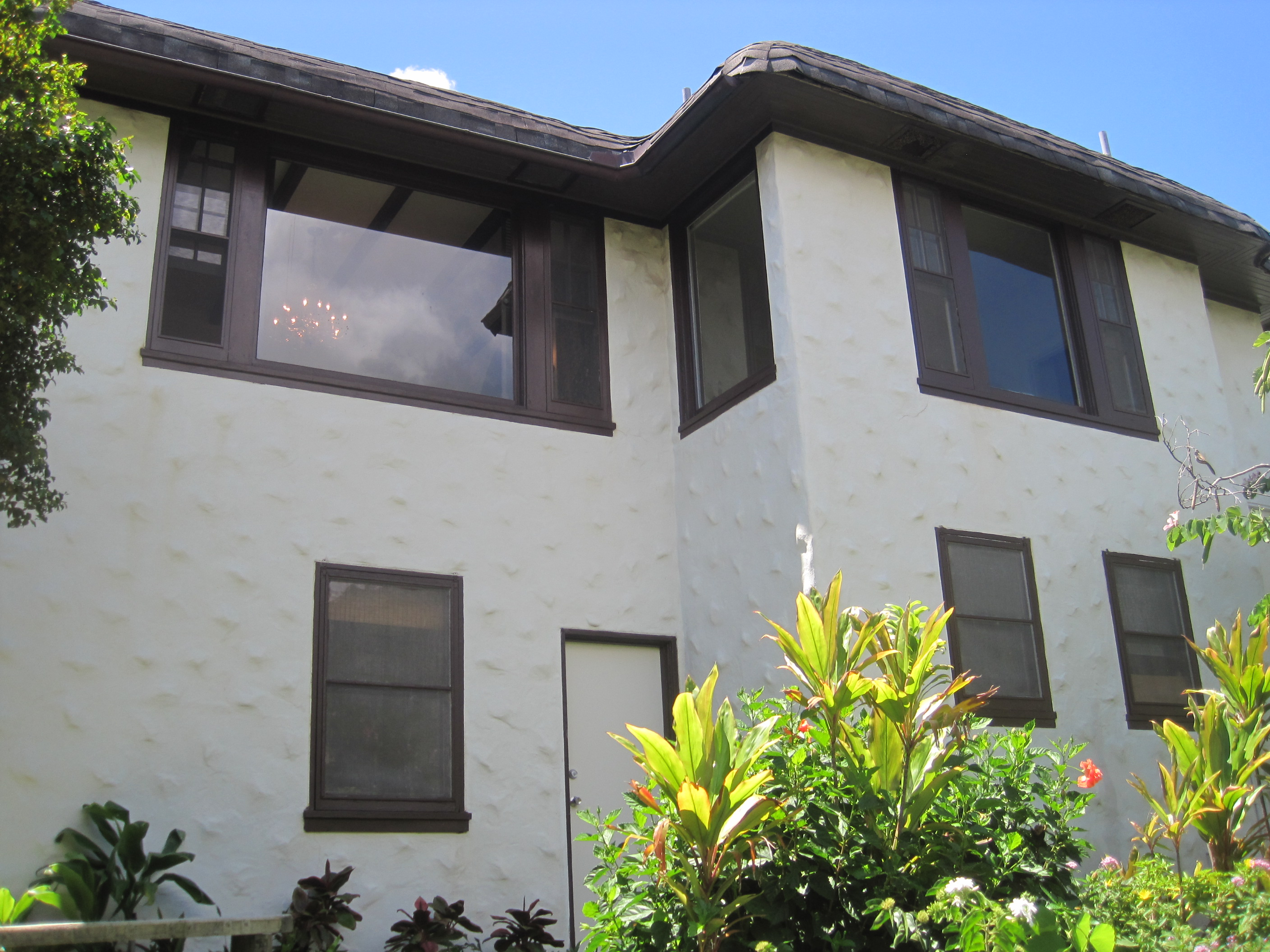
Il retro della villa